# Drvenik
Drvenik je vesnice a přímořské letovisko na Makarské riviéře u Jaderského moře. Drvenik je vzdálen přibližně 30 km jihovýchodně od Makarské, 20 km severozápadně od Gradacu, 96 km jihovýchodně od Splitu a 128 km severozápadně od Dubrovníku. Je rozdělen na dvě části: část Gornja Vala (Horní zátoka) je menší a klidnější než Donja Vala (Dolní zátoka), která je vzdálená několik minut chůze podél pobřeží. Ve vesnici žilo v roce 2001 přesně 500 stálých obyvatel. Administrativně náleží k opčině města Gradac ve Splitsko-dalmatské župě.
Několik desítek metrů východně od oblázkových pláží, jež se každoročně uměle rozšiřují, se až do výšky téměř 800 m prudce zdvihají skalnaté masivy Sutvidu. V horách jsou zachovalé pozůstatky původní vesnice. Všechny původní stavby jsou již trvale neobydlené, slouží ale místním vinařům jako sklepy. Do hor se lze vydat zhruba dvě hodiny trvající cestou po značené turistické stezce.
V Drveniku je velký počet hotelů, apartmánů a restaurací, v Donje Vale se pak nachází i malý supermarket, poštu a především významný přístav, jež je po celý den pravidelnými trajektovými přívozy převážejícími lidi i automobily spojen s nedalekým ostrovem Hvar (přístavní město Sućuraj). Je zde rovněž možnost lodní dopravy na Korčulu a na poloostrov Pelješac. Pro přepravu se kromě trajektů rijecké společnosti Jadrolinija využívají i menší plavidla. Mimo přepravních společností zde působí i malý námořní spolek Gornjovalski Gusari (Gornjovalští piráti).
Každoročně 16. srpna se v Drveniku koná slavnost Fešta Svetog Roga. Začíná dopolední mší v místním kostele, zasvěceném svatému Rochovi. Po setmění začíná hlavní program, do kterého patří živá hudba a tanec přímo v ulicích, jež mnohdy trvá až do časných ranních hodin.
Drvenik je místo s vysokou sluneční aktivitou a velkým počtem slunečných dnů. Občas sem z moře zavane i silný vítr – bóra (chorvatsky bura).